# Diego Alejandro Ruiz
Diego Alejandro Ruiz Scheuschner (San Miguel de Tucumán, Argentina, 19 de diciembre de 1980) es un exfutbolista argentino nacionalizado chileno que jugaba como delantero.

## Trayectoria
Ruiz comenzó su carrera en 1997 como jugador de Lanús. Ha jugado en clubes tanto de Argentina, en distintas divisiones, Chile, Bélgica, Rumania, Turquía e incluso Azerbaiyán. En su país destacó en San Telmo, Atlético Ñuñorco y Atlético Tucumán, estos dos últimos en ese momento en el Argentino A.
En 2004 llegó a Cobresal, donde no pudo lucir, y en 2005 recaló en Huachipato, en donde jugó durante dos años y anotó casi 30 goles. Luego de un paso por varios clubes del extranjero, volvió al fútbol chileno, para no salir más. En 2012 fichó por Deportes Antofagasta y de ahí en más estuvo en Universidad de Concepción, Everton de Viña del Mar y desde 2015 defiende los colores de Iberia de Los Ángeles. En el club azulgrana vivió el descenso a la Segunda División Profesional en 2017.

## Clubes
| Club                      | País       | Año       |
| ------------------------- | ---------- | --------- |
| San Telmo                 | Argentina  | 1999-2000 |
| Ñuñorco                   | Argentina  | 2000-2001 |
| Atlético Tucumán          | Argentina  | 2002-2003 |
| KV Cortrique              | Bélgica    | 2003-2004 |
| Cobresal                  | Chile      | 2004      |
| Genk                      | Bélgica    | 2004-2005 |
| Huachipato                | Chile      | 2005-2007 |
| CFR Cluj                  | Rumania    | 2007-2009 |
| Kasımpaşa SK              | Turquía    | 2009-2010 |
| FK Khazar Lankaran        | Azerbaiyán | 2010      |
| FCM Târgu Mureş           | Rumania    | 2010-2011 |
| Deportes Antofagasta      | Chile      | 2012      |
| Universidad de Concepción | Chile      | 2013-2014 |
| Everton                   | Chile      | 2014-2015 |
| Iberia                    | Chile      | 2015-2018 |

## Palmarés

### Títulos nacionales
| Título               | Club                      | País    | Año     |
| -------------------- | ------------------------- | ------- | ------- |
| Liga I               | CFR Cluj                  | Rumania | 2007-08 |
| Copa de Rumania      | CFR Cluj                  | Rumania | 2007-08 |
| Copa de Rumania      | CFR Cluj                  | Rumania | 2008-09 |
| Supercopa de Rumania | CFR Cluj                  | Rumania | 2009    |
| Primera B            | Universidad de Concepción | Chile   | T-2013  |